# Chiesa della Madonna del Rimedio (Allai)
La chiesa della Madonna del Rimedio è un edificio religioso situato ad Allai, centro abitato della Sardegna centrale. Consacrata al culto cattolico, fa parte della parrocchia dello Spirito Santo, arcidiocesi di Oristano.